# Iasna Haptangaiti
Iasna Haptangaiti (em avéstico: Yasna Haptaŋhāiti) ou Culto dos Sete Capítulos é um conjunto de sete hinos dentro da grande coleção do Iasna, ou seja, os principais textos litúrgicos do Avestá zoroastrista. Formam do capítulo 35 ao 41 do Iasna e estão inseridos nos Gatas, os 17 hinos tradicionalmente atribuídos a Zaratustra.